# Globine Mayova
Globine Isoldia Mayova (* 29. Februar 1988 in Grootfontein, Südwestafrika) ist eine ehemalige namibische Sprinterin. Sie arbeitet seit ihrem Karriereende Mitte der 2010er Jahre bei der Namibian Police Force als Polizistin.

## Sportliche Laufbahn
Erste Erfahrungen bei internationalen Meisterschaften sammelte Globine Mayova 2005 bei den Jugendweltmeisterschaften in Marrakesch, bei denen sie über 100 und 200 Meter mit 12,52 s und 25,51 s in der ersten Runde ausschied. Im Jahr darauf nahm sie im 200-Meter-Lauf an den Juniorenweltmeisterschaften in Peking teil, bei denen sie mit 25,23 s im Vorlauf ausschied. 2011 nahm sie erstmals an den Afrikaspielen in Maputo teil, bei denen sie über 200 Meter bis in das Finale gelangte, in dem sie ihren Lauf aber nicht beenden konnte. Zudem schied sie im 100-Meter-Lauf mit 11,97 s in der Vorrunde aus. Im Jahr darauf schied sie bei den Hallenweltmeisterschaften in Istanbul im 60-Meter-Lauf mit 7,64 s in der ersten Runde aus und gelangte bei den Afrikameisterschaften in Porto-Novo über 100 Meter bis in das Halbfinale, in dem sie mit 11,91 s im Halbfinale ausschied und über 200 Meter in 24,30 s Rang sieben belegte. Bei den IAAF World Relays 2015 auf den Bahamas belegte sie mit der namibischen 4-mal-400-Meter-Staffel in 3:40,21 min den sechsten Platz im B-Finale und schied bei den Afrikaspielen in Brazzaville über 100 Meter mit 11,89 s in der ersten Runde aus.
2019 nahm sie zum dritten Mal an den Afrikaspielen in Rabat teil, bei denen sie über 100 Meter mit 12,54 s in der Vorrunde ausschied und mit der namibischen 4-mal-100-Meter-Staffel in 45,55 s Rang vier belegte.
2013 wurde Mayova namibische Meisterin im 100- und 200-Meter-Lauf.

## Persönliche Bestzeiten
- 100 Meter: 11,38 s (−0,8 m/s), 16. März 2013 in Germiston 
  - 60 Meter (Halle): 7,64 s, 10. März 2012 in Istanbul
- 200 Meter: 23,34 s (+1,0 m/s),9. März 2013 in Pretoria